# Halictus rufipes
Halictus rufipes är en biart som först beskrevs av Fabricius 1793.  Halictus rufipes ingår i släktet bandbin, och familjen vägbin. Inga underarter finns listade i Catalogue of Life.